# Luan Memushi
Luan Memushi (ur. 11 listopada 1951 we wsi Salara k. Tepeleny) – albański polityk i pedagog, w latach 2002-2005 minister nauki i edukacji w rządzie Fatosa Nano.

## Życiorys
Ukończył studia z zakresu biochemii na Wydziale Nauk Przyrodniczych Uniwersytetu Tirańskiego. W latach 1973–1974 pracował jako nauczyciel w szkole podstawowej w Memaliaju. W latach 1974–1982 był nauczycielem w szkole średniej w Tepelenie. Od 1982 pracownik naukowy Instytutu Rolnictwa w Kamzie. 
W 1987 objął stanowisko dyrektora wydziału w ministerstwie edukacji. Już po upadku komunizmu, w 1992 rozpoczął wykłady z zakresu botaniki na Wydziale Nauk Przyrodniczych Uniwersytetu Tirańskiego. 
W wyborach 1997 zdobył mandat deputowanego do parlamentu reprezentując w nim Socjalistyczną Partię Albanii, ponownie uzyskał mandat w wyborach 2001. W latach 1999–2005 zasiadał we władzach centralnych partii. W 2002 objął stanowisko ministra  nauki i edukacji w rządzie Fatosa Nano i sprawował je przez cztery lata. Był autorem reformy szkolnictwa w Albanii.

## Publikacje
- 1977: Si lindi jeta në toke? (Jak powstało życie na ziemi?)
- 1980: Dukuri të botës së gjallë
- 1997: Biologjia humane (Biologia człowieka)